# Flavie Lemaître
Flavie Lemaître (Tours, 2 ottobre 1988) è un'allenatrice di calcio ed ex calciatrice francese, di ruolo attaccante.

## Carriera

### Club
Flavie Lemaître si appassiona al gioco del calcio fin da giovanissima. Dall'età di 14 anni è tesserata con il Le Mans, squadra con la quale fa il suo esordio nella fase finale della Division 3 al termine della stagione 2003-2004.
Nell'estate 2004 viene accettata dal Centre national de formation et d'entraînement de Clairefontaine (CNFE), il centro gestito dalla federazione calcistica della Francia che le dà l'opportunità di approfondire la sua preparazione tecnica. In quel periodo il centro selezionava una rosa di sue iscritte in una squadra impegnata nel campionato di Division 1 e fin dalla prima stagione Lemaître era inserita in rosa sia nella formazione Under-17 che in quella titolare, facendo il suo debutto nel massimo livello del campionato nazionale il 5 settembre, alla 2 giornata di campionato, dove il CNFE viene battuto in casa dalle avversarie del Soyaux per 2-0. Con la formazione del centro di Clairefontaine rimane fino alla stagione 2006-2007, l'ultima della partecipazione del CNFE al campionato, congedandosi con un tabellino personale di 11 reti siglate su 37 presenze.
Nell'estate 2007 Lemaître trova un accordo con il Tolosa riuscendo così a continuare a disputare la D1. Nelle due stagioni trascorse con la società contribuisce a raggiungere in entrambe la salvezza, miglior risultato in campionato nella prima, ottavo posto, e in Coppa di Francia nella seconda, centrando gli ottavi di finale. Conclusi gli obblighi contrattuali lascia la società con 30 presenze e 6 reti nella formazione titolare, alle quali si aggiungono le 5 reti su 7 presenze nella formazione B iscritta alla D3.
Nel corso del calciomercato estivo 2009 Lemaître decide di sottoscrivere un contratto con il Rodez, ripartendo dalla Division 2 sposando le intenzioni della società di puntare velocemente alla promozione in massima serie, obbiettivo centrato a fine campionato. Da allora Lemaître è rimasta con il club di Rodez contribuendo alla salvezza in tutti i campionati disputati con la maglia giallorossa, festeggiando la centesima partita con la società nel corso della stagione 2014-2015 entrando nella classifica delle migliori marcatrici del torneo condividendo, grazie alle sue 14 reti siglate, la sesta posizione con Marie-Laure Delie del Paris Saint-Germain e Gaëtane Thiney dell'FCF Juvisy.
Dopo aver pianificato di lasciare il Rodez nell'estate 2009 per chiudere la carriera nel Druelle dopo un'ultima stagione in Régional 2, ritratta la sua decisione rimanendo nel club della città occitana ricoprendo il ruolo di allenatrice/giocatrice.

### Nazionale
Lemaître viene invitata a vestire la maglia della nazionale francese Under-17 dal 2004, facendo il suo debutto nell'amichevole del 26 ottobre 2004 dove le pari età della Germania le superano di misura per 3-2.
Viene inserita nella rosa delle Blues anche in occasione dell'edizione 2005 della Nordic Cup, segnando la sua prima rete in nazionale il 7 luglio all'Orkanger Idrettspark di Orkanger, portando al 47' il risultato sul 2-2 nell'incontro con le pari età dell'Islanda, partita poi terminata 4-2 per le francesi. In tutto Lemaître indossa la maglia della U-17 in sei occasioni.
A queste si aggiunge una sola presenza in Under-19, chiamata dal tecnico Stéphane Pilard a giocare un'amichevole di preparazione il 28 marzo 2007 contro il Montpellier.

## Palmarès

### Club

#### Competizioni nazionali
- Campionato francese di seconda divisione: 1

Rodez: 2009-2010